# Adwick le Street
Adwick le Street är en by i Doncaster i South Yorkshire i England. Byn är belägen 27,1 km 
från Sheffield. Orten har 18 837 invånare (2016). Byn nämndes i Domedagsboken (Domesday Book) år 1086, och kallades då Adeuui(n)c.